# Hattstedtermarsch
Hattstedtermarsch (północnofryz. Haatstinger Määrsch, duń. Hatsted Marsk) – gmina w Niemczech w kraju związkowym Szlezwik-Holsztyn, w powiecie Nordfriesland, wchodzi w skład urzędu Nordsee-Treene.